# Unione Sportiva Pontedera 1998-1999
Questa voce raccoglie le informazioni riguardanti  l'Unione Sportiva Pontedera nelle competizioni ufficiali della stagione 1998-1999.

## Rosa
| N. |                   | Ruolo | Calciatore           |
| -- | ----------------- | ----- | -------------------- |
| -  | Italia (bandiera) | C     | Simone Angeli        |
| -  | Italia (bandiera) | C     | Andrea Ardito        |
| -  | Italia (bandiera) | C     | Alessandro Borghi    |
| -  | Italia (bandiera) | A     | Giuseppe Bugiolacchi |
| -  | Italia (bandiera) | C     | Fabio Carsetti       |
| -  | Italia (bandiera) | A     | Dario Ciappi         |
| -  | Italia (bandiera) | C     | Carlo Cotroneo       |
| -  | Italia (bandiera) | P     | Giulio Drago         |
| -  | Italia (bandiera) | D     | Pacifico Fanani      |

| N. |                   | Ruolo | Calciatore          |
| -- | ----------------- | ----- | ------------------- |
| -  | Italia (bandiera) | D     | Lorenzo Fiorentini  |
| -  | Italia (bandiera) | C     | Andrea Fiorini      |
| -  | Italia (bandiera) | A     | Walter Lapini       |
| -  | Italia (bandiera) | C     | Fabio Lorenzini     |
| -  | Italia (bandiera) | C     | Nicola Malventi     |
| -  | Italia (bandiera) | A     | Massimo Pierotti    |
| -  | Italia (bandiera) | P     | Maurizio Pugliesi   |
| -  | Italia (bandiera) | A     | Daniele Randazzo    |
| -  | Italia (bandiera) | C     | Fabrizio Stringardi |
| -  | Italia (bandiera) | C     | Luca Taddei         |
| -  | Italia (bandiera) | A     | Luca Vigna          |